# Kasindir
Kasindir is een bestuurslaag in het regentschap Simalungun van de provincie Noord-Sumatra, Indonesië. Kasindir telt 1763 inwoners (volkstelling 2010).